# Philophuga
Philophuga is een geslacht van kevers uit de familie van de loopkevers (Carabidae). De wetenschappelijke naam van het geslacht is voor het eerst geldig gepubliceerd in 1859 door Motschulsky.

## Soorten
Het geslacht Philophuga omvat de volgende soorten:
- Philophuga brachinoides Bates, 1883
- Philophuga caerulea Casey, 1913
- Philophuga viridicollis (Leconte, 1848)
- Philophuga viridis (Dejean, 1831)